# Gaston Franco
Gaston Franco, né le 4 février 1944 à Roquebillière (Alpes-Maritimes), est un homme politique français, membre du RPR puis de l'UMP.

## Biographie

### Carrière professionnelle
En 1971, Gaston Franco devient directeur de cabinet de Francis Palmero, président du conseil général des Alpes-Maritimes. Nommé par le maire Jacques Médecin, il est directeur de l'office de tourisme de Nice de 1975 à 1995.

### Parcours politique

#### Débuts
Il commence sa vie politique à Nice en soutenant localement la candidature de Valéry Giscard d'Estaing à l'élection présidentielle de 1974.

#### Élu local
En 1985, il est élu conseiller général du canton de Saint-Martin-Vésubie, mandat qui lui est renouvelé en 1992, 1998 et 2004.
Il est élu maire de Saint-Martin-Vésubie en mars 1989 et réélu en juin 1995, mars 2001 et mars 2008.
Le 13 novembre 2008, il démissionne de son mandat de conseiller général pour intégrer le cabinet du maire de Nice, Christian Estrosi, à la demande de ce dernier, comme « conseiller spécial chargé des problématiques du développement durable ». Ces fonctions ne durent qu'une année, car atteint par la limite d'âge de 65 ans dans la fonction publique, Gaston Franco doit prendre sa retraite en 2009.

#### Député français
En juin 1993, il est élu député de la cinquième circonscription des Alpes-Maritimes et siège à l'Assemblée nationale au groupe RPR. La dissolution d'avril 1997 met fin à son mandat et, en juin suivant, il ne sollicite pas le renouvellement de celui-ci.

#### Député européen
Candidat pour la quatrième place sur la liste UMP aux élections européennes de 2009 dans la circonscription Sud-Est, Gaston Franco est élu député européen le 7 juin 2009. Installé le 14 juillet suivant lors de la première session plénière de la 7e mandature du Parlement européen à Strasbourg, il siège dans le groupe du Parti populaire européen dont l'UMP est une composante.

#### Conseiller régional
Tête de liste départementale au côté de Dominique Estrosi Sassone pour les élections régionales de Provence-Alpes-Côte d'Azur, il est élu conseiller régional en mars 2010 au titre de la section des Alpes-Maritimes.

#### Retrait
En 2014, il quitte son poste de maire à l'issue des élections municipales de mars. Il ne se représente pas aux élections européennes en mai, avant de démissionner du conseil régional peu après.

#### Autres fonctions
Gaston Franco est président du conseil d'administration du parc national du Mercantour de 2005 à 2009 et président de l'association des communes forestières des Alpes-Maritimes à partir de 2002.

## Positions
En 2015, l'émission de télévision Cash Investigation le présente comme un parlementaire hautement favorable à l'industrie du tabac. Il aurait de ce fait présenté seize amendements directement écrits par Philip Morris dans le but d'affaiblir des directives européennes anti-tabac.